# セントラルコンサルタント
セントラルコンサルタント 株式会社（英: Central Consultant Inc.）は、1967年創立の東京都中央区晴海に本社を置く総合建設コンサルタント。主力部門は道路・橋梁の設計。